# Stephanie Santer
Stephanie Santer (Brunico, 11 settembre 1981) è un'ex fondista italiana.
Ha doppio passaporto, italiano e belga.
È sorella di Nathalie e Saskia, a loro volta sciatrici nordiche di alto livello.

## Biografia
Originaria di Dobbiaco, ha debuttato in campo internazionale ai Mondiali juniores del 2000, senza ottenere risultati di rilievo.
In Coppa del Mondo ha esordito l'8 dicembre 2001 nella 5 km a tecnica classica di Cogne (77ª). In carriera ha partecipato a un'edizione dei Campionati mondiali, Sapporo 2007 (31ª nella 30 km il miglior risultato).
Dal 2011 gareggia prevalentemente in Marathon Cup e nel 2012 si è aggiudicata la competizione.

## Palmarès

### Coppa del Mondo
- Miglior piazzamento in classifica generale: 124ª nel 2006

### Marathon Cup
- Vincitrice della Marathon Cup nel 2012
- 6 podi:
  - 4 secondi posti
  - 2 terzi posti

### Campionati italiani
- 3 medaglie[1]:
  - 1 argento (inseguimento nel 2005)
  - 2 bronzi (30 km TC nel 2007; 30 km TL nel 2010)